# Vilanova (Celanova)
Vilanova (llamada oficialmente San Salvador de Vilanova dos Infantes) es una parroquia y una villa del municipio español de Celanova, en la provincia de Orense, Galicia.

## Toponimia
La parroquia también es conocida por el nombre de San Salvador de Vilanova.

## Historia
Tuvo ayuntamiento propio. Hasta la reforma de la nomenclatura municipal de 1916 el municipio se llamaba  Villanueva de los Infantes. En dicha fecha su nombre fue modificado por el de Vilanova. El municipio había desaparecido en el censo de 1930, al quedar integrado en el de Celanova.

## Organización territorial
La parroquia está formada por cinco entidades de población:
- Carfaxiño
- Cristal (O Cristal)
- Roda de Abajo (A Roda de Abaixo)(Roda de Abaixo)
- Santamaría (Santa María)(Santa Marina)
- Vilanova (Vilanova dos Infantes)

## Demografía

### Parroquia
| Gráfica de evolución demográfica de Vilanova (parroquia) entre 2000 y 2022 |
|                                                                            |
| Datos según el nomenclátor publicado por el INE.                           |

### Villa
| Gráfica de evolución demográfica de Vilanova (villa) entre 2000 y 2022 |
|                                                                        |
| Datos según el nomenclátor publicado por el INE.                       |

## Patrimonio

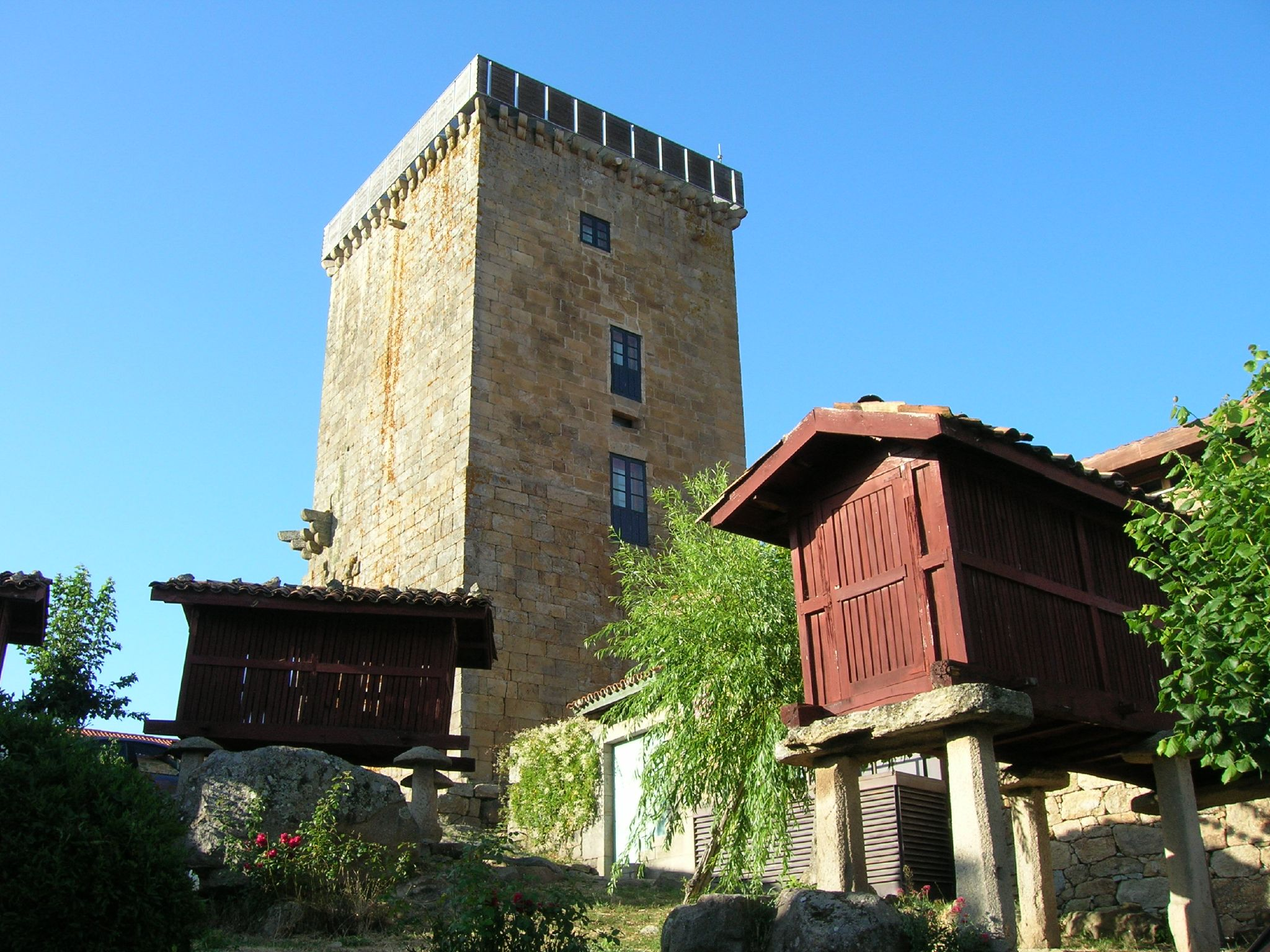
Torre de Villanueva de los Infantes.

La villa de Vilanova es de fisonomía medieval donde destaca una torre medieval de diecinueve metros de alto, vestigio de la fortaleza levantada en el siglo X por el conde Gutierre Menéndez, padre de Rudesindus Guterri, obispo de Mondoñedo y virrey de Galicia. La fortaleza fue derribada en 1476 tras la Revuelta irmandiña. La modificación más importante que sufrió esta edificación se produjo a principios del siglo XIX, cuando se convirtió en sede del Ayuntamiento, y consistió en la división horizontal en tres plantas que no coincidían con las existentes originalmente; además se habilitó una entrada en la primera planta que sustituía a la medieval, que aún se observa en la segunda planta con un arco ojival y que daba acceso desde la muralla al interior a través de un corredor de madera apoyado en canecillos.
Otro edificio monumental es la iglesia parroquial de San Salvador de Villanueva, que se construyó sobre una capilla de estilo mozárabe por orden de la madre de Rudesindus Guterri. En su interior se conserva un Cristo románico cuya cruz se asemeja a las ramas de un árbol.
Cercano a la villa se localiza un castro fortificado, conocido como Castromao, que data de tiempos anteriores a la romanización.

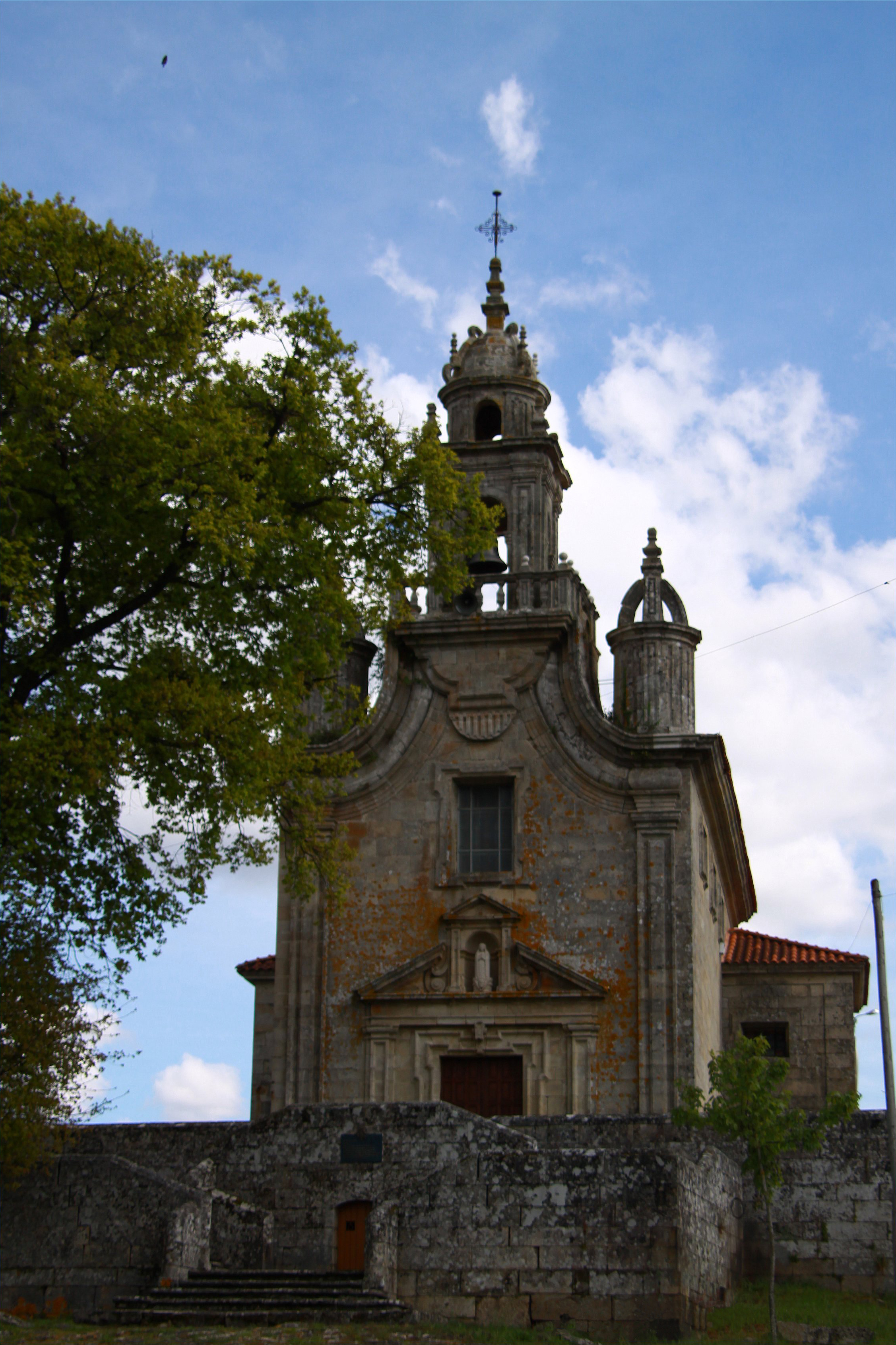
Fachada del Santuario de la Virgen del Cristal.

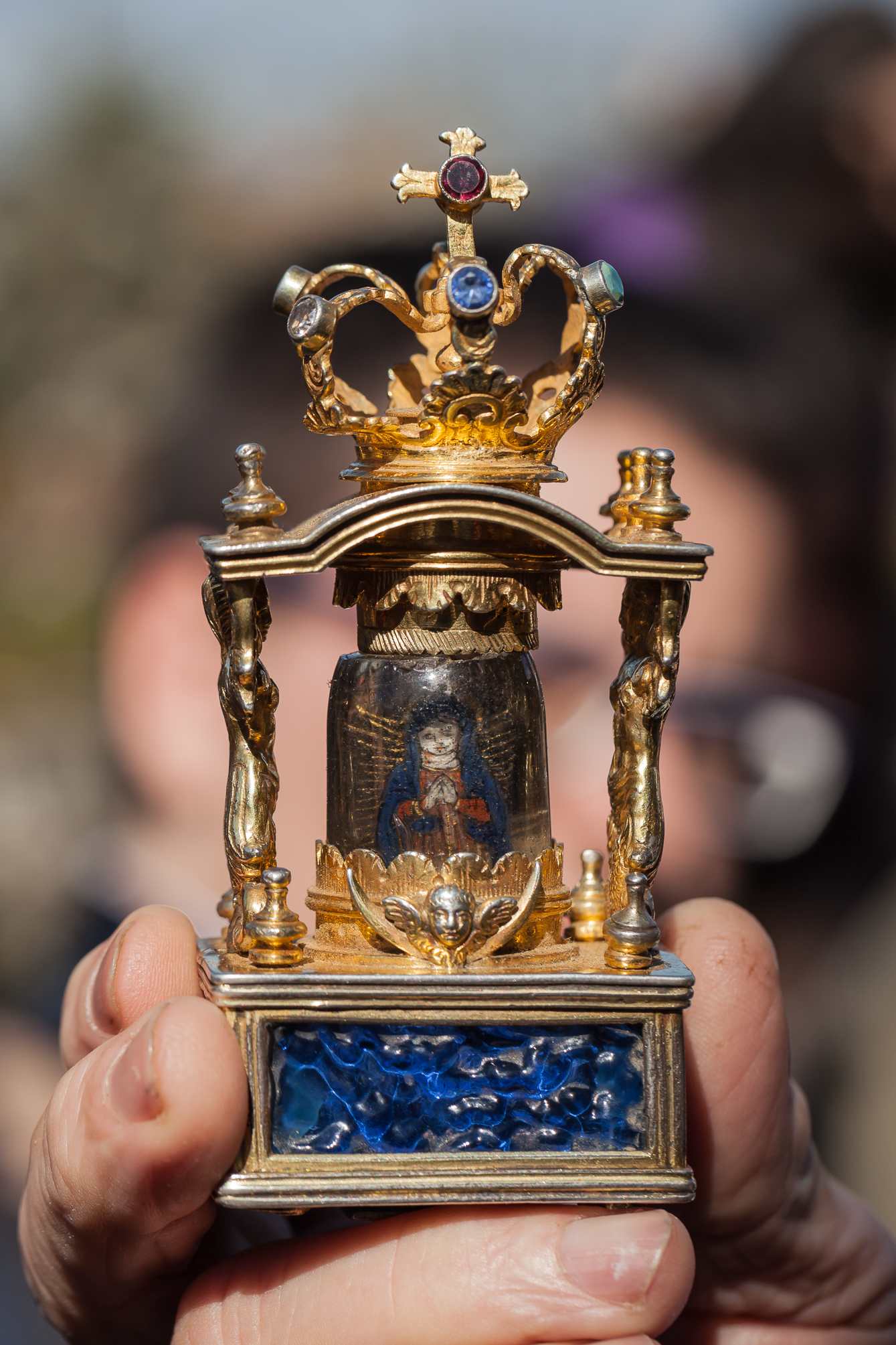
Virgen del Cristal.

En el Santuario de la Virgen del Cristal, situado en la aldea de su nombre, se conservaba una diminuta bola de cristal sin abertura alguna con una imagen de la Virgen en actitud orante que fue hallada en el siglo XVII (robada violentamente en 2015 tras asesinar al párroco). Su festividad se conmemora el 15 de septiembre y desde el año 2002 la celebración de la misa en honor de la Virgen se realiza al aire libre en una capilla construida para tal efecto en un terreno colindante con la iglesia.
En Vilanova se encuentra el solar del antiguo convento de Santa María de Villanueva, fundado por Santa Ilduara (o Aldara) y del que fue abadesa su hija Santa Adosinda. Fue construido entre 1215 y 1225; hasta la década de 1940 todavía se conservaban algunos restos de la construcción como capiteles, restos de arcos o bases de columnas, pero en la actualidad ya no se conserva ningún elemento arquitectónico.
Recientemente se han llevado a cabo obras de restauración en el burgo medieval de la villa de Vilanova con el fin de atraer turismo a la zona y generar nuevas fuentes de actividad económica en el municipio de Celanova.